# Fregata typu 053H3
Fregata typu 053H3 (v kódu NATO: třída Jiangwei II) je třída víceúčelových raketových fregat Námořnictva Čínské lidové osvobozenecké armády. Jedná se vlastně o fregaty typu 053H2G nesoucí odlišnou výzbroj a elektroniku. Navrženy byly především pro pobřežní operace. Všech deset postavených fregat je stále v aktivní službě. Jediným zahraničním uživatelem třídy je Bangladéš, která zakoupila dvě roku 2019 vyřazené fregaty.
Z konstrukce této třídy byly odvozeny rovněž čtyři fregaty pákistánské třídy F-22P Zulfiquar.

## Stavba

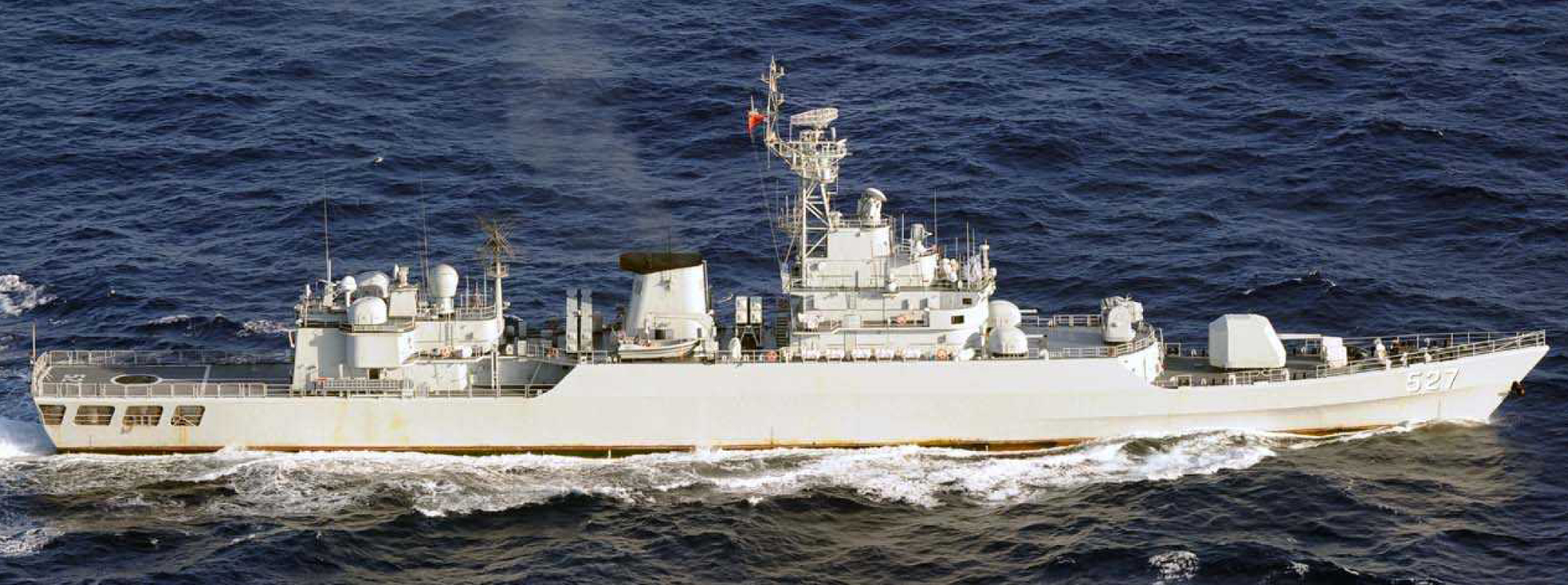
Luo-jang (527)

Na stavbě této třídy se podílely dvě loděnice – Hudong-Zhonghua v Šanghaji a loděnice Huangpu v Kantonu. Jednotlivé fregaty byly do služby zařazovány mezi lety 1999–2006. Postaveny byly jednotky Ťia-sing (521), Lien-jün-kang (522), Pchu-tchien (523), San-ming (524), Luo-jang (527), Mien-jang (528), I-čchang (564), Chu-lu-tao (565), Chuaj-chua (566) a Siang-jang (567). Po nich byly stavěny koncepčně zcela nové fregaty typu 054.
Jednotky typu 053H3:
| Jméno               | Spuštění          | Vstup do služby   | Status |
| ------------------- | ----------------- | ----------------- | --- |
| Ťia-sing (521)      | červen 1998       | červen 1999       | Aktivní. |
| Lien-jün-kang (522) | říjen 1997        | leden 1999        | Námořnictvem ČLOA vyřazena 2019. Dne 18. prosince 2019 byla bangladéšským námořnictvem předána pod označením BNS Umar Farooq (F16) a zařazena 5. listopadu 2020.          |
| Pchu-tchien (523)   | 23. prosince 1998 | 15. prosince 1999 | Námořnictvem ČLOA vyřazena 5. srpna 2019. Dne 18. prosince 2019 byla bangladéšským námořnictvem předána pod označením BNS Abu Ubaidah (F19) a zařazena 5. listopadu 2020. |
| San-ming (524)      | prosinec 1998     | 25. prosince 2000 | Aktivní. |
| Luo-jang (527)      | srpen 2004        | září 2005         | Vyřazen leden 2025. |
| Mien-jang (528)     | květen 2004       | duben 2005        | Aktivní. |
| I-čchang (564)      | prosinec 1997     | prosinec 1999     | Aktivní. |
| Chu-lu-tao (565)    |                   | 18. června 2000   | Původní název jako Jü-lin, později změněno jako San-ja, Aktivní. |
| Chuaj-chua (566)    | říjen 2000        | 2. června 2002    | Původní název jako Jü-si, Aktivní. |
| Siang-jang (567)    |                   | květen 2002       | Původní název jako Siang-fan, Aktivní. |

## Konstrukce

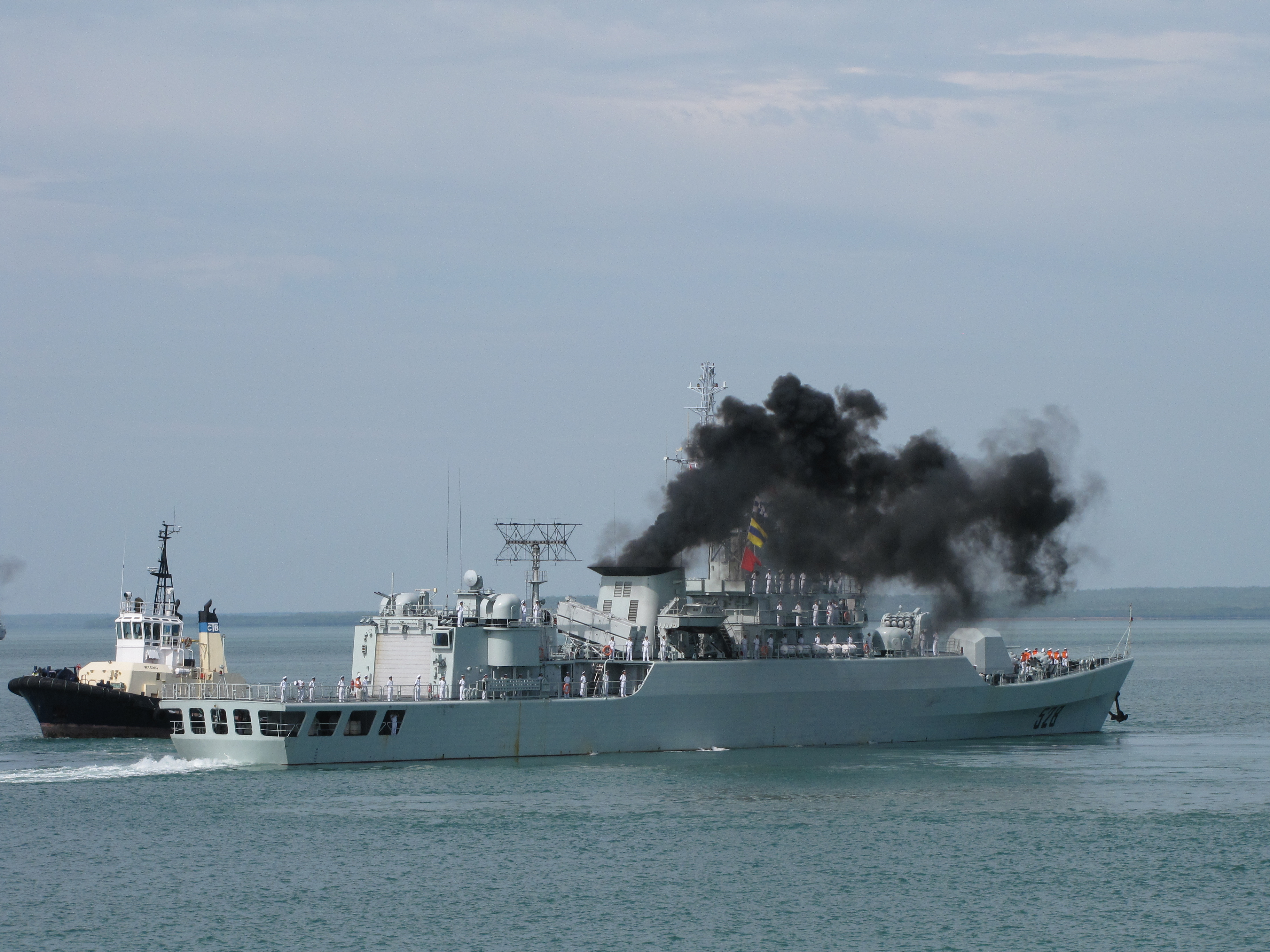
Mien-jang (528)

V příďové dělové věži jsou dva 100mm kanóny typu 79. Za dělovou věží je dále umístěno osminásobné vypouštěcí zařízení protiletadlových řízených střel krátkého dosahu HQ-7 (varianta francouzských střel Crotale). Ve středu trupu se nachází dvě čtyřnásobná odpalovací zařízení protilodních střel C-802 s dosahem 120 kilometrů. K obraně proti letadlům a vrtulníkům fregaty nesou rovněž osm 37mm kanónů typu 76A v dvoudělových věžích (dvě stojí před můstkem a dvě po stranách hangáru). K ničení ponorek slouží dva vrhače raketových hlubinných pum typu 87, umístěné před 100mm dělovou věží. Na zádi se nachází přistávací plocha a hangár pro až dva vrtulníky například typu Harbin Z-9C.
Pohonný systém je koncepce CODAD. Dva diesely slouží pro ekonomickou plavbu, přičemž v bojové situaci se zapojí další dva jiného typu. Lodní šrouby jsou dva. Nejvyšší rychlost je až 27 uzlů.

## Zahraniční uživatelé
- Bangladéš Bangladéšské námořnictvo – Fregaty Ťia-sing (521) a Lien-jün-kang (522) v červnu 2018 zakoupila Bangladéš. Námořnictvo je převzalo 18. prosince 2019 v šanghajské loděnici Jiangnan. Jejich nová jména jsou Abu Ubaidah a Umar Farooq.[1][2]